# Alph (fiume)
L'Alph è un piccolo fiume dell'Antartide Orientale, situato in particolare nella parte centro-occidentale della Dipendenza di Ross, sulla costa di Scott. Il fiume raggiunge una lunghezza di circa 15 km e si snoda lungo la costa della baia di Walcott, nascendo dal lago Through, un lago glaciale situato all'estremità meridionale della suddetta baia, dove la superficie di questa è libera dal ghiacciaio per la maggior parte dell'anno, e alimentato dai flussi di ghiaccio sciolto provenienti dal ghiacciaio Dromedary durante la stagione estiva, per poi proseguire verso nord attraversando i laghi Walcott e Howchin e infine giungere al lago Alph, un lago alimentato anche dal ghiacciaio Ward, dove si unisce a un flusso sub-glaciale che prosegue sotto la parte occidentale del ghiacciaio Koettlitz fino al canale McMurdo.

## Storia
Il fiume Alph è stato così battezzato da Thomas Griffith Taylor,  il comandante della squadra occidentale della spedizione Terra Nova, condotta dal 1910 al 1913 e comandata dal capitano Robert Falcon Scott. Egli prese tale nome dai versi del poemetto Kubla Khan, di Samuel Taylor Coleridge, poiché, similmente al fiume descritto nell'opera, anche il fiume osservato da Taylor nel suo percorso verso nord passa attraverso grandi morene per poi discendere al di sotto della superficie dei ghiacci.